# Halina Rasiakówna
Halina Rasiakówna (tên khác: Halina Rasiak-Lulek, sinh ngày 6 tháng 2 năm 1951 tại Niemodlin) là một diễn viên người Ba Lan.

## Tiểu sử
Halina Rasiakówna tốt nghiệp Trường Điện ảnh Quốc gia ở Łódź (PWSFTviT) vào năm 1974.
Halina Rasiakówna là diễn viên sân khấu nổi tiếng của nhiều nhà hát như:
- Nhà hát Ludowy ở quận Nowa Huta (1974–1975)
- Nhà hát Współczesny ở Wrocław (1975-1984)
- Nhà hát Opera ở Wrocław (1986)
- Nhà hát Ba Lan ở Wrocław (1986-1988 và 1990-2016)
- Nhà hát Juliusz Słowacki ở Kraków (1988-1990)
- Nhà hát Studio ở Warsaw (từ năm 2017)[3]

Ngoài sự nghiệp diễn xuất trên sân khấu, Halina Rasiakówna còn góp mặt trong hàng chục phim điện ảnh và phim truyền hình.
Halina Rasiak-Lulek hai lần được Bộ Văn hóa và Di sản Quốc gia (Ba Lan) trao tặng Huy chương Công trạng về văn hóa - Gloria Artis (một huy chương đồng vào năm 2006 và một huy chương bạc vào năm 2010) vì những cống hiến nổi bật cho văn hóa và nghệ thuật của đất nước Ba Lan.

## Đời tư
Halina Rasiakówna kết hôn với nam diễn viên Tomasz Lulek và có với nhau hai người con trai tên là Łukasz và Marcin.

## Thành tích nghệ thuật
Dưới đây liệt kê một số phim điện ảnh và phim truyền hình nổi bật có sự góp mặt của Halina Rasiakówna:
- 1976: 07 zgłoś się -  Magda
- 1976: Krótka podróż
- 1988: Królewskie sny - Hoàng hậu Barbara
- 1989: Paziowie - Bona Sforza
- 1989: Szklany dom
- 1989: Chce mi się wyć
- 1991: In flagranti - Marta Krauze
- 1998: Życie jak poker - Halina
- 2003: Na Wspólnej - Róża Paprocka
- 2005: PitBull - Halina
- 2006: Jasne błękitne okna
- 2007: Pierwsza miłość - Greta
- 2008–2009: Czas honoru
- 2017: Dzikie róże
- 2018: Fuga - Mẹ của Kinga